# Kárászy Szilvia
Kárászy Szilvia (Budapest, 1962. november 18. – 2023. február 22.) magyar zongoraművész.

## Élete
Kárászy Szilva tizenévesen már zongoraórákra járt a 13. kerületi Zeneiskolába. Tizenhárom évesen megnyert egy ifjúsági zongoristaversenyt, következett a konzervatórium, majd a Liszt Ferenc Zeneművészeti Egyetem, végül a freiburgi zeneművészeti főiskola, ahol 1990-ben szerzett diplomát.
Ösztöndíjat nyert a freiburgi Staatliche Hochschule für Musik mesterképző szakára. 1994 óta rendszeresen készített harangjáték-átiratokat, saját kompozíciókat is.
Kárászy Szalon: Szülei egykori lakásában kulturális szalont működtetett, ahol gyerekként zenélt először együtt Tátrai Vilmos hegedűművésszel, ide járt Weöres Sándor is. Itt beszélgettek vele Pilinszkyről, Hamvas Béláról. Utóbb koncertek, mesterkurzusok, előadóestek, ismeretterjesztő előadások, könyvbemutatók helyszíneként szolgált.
Férje Tahi Tóth László színművész.

## Díjai
- Pro Musica díj
- UNESCO-díj
- Gundel művészeti díj (2010)